# Ammophila conifera
Ammophila conifera es una especie de avispa del género Ammophila, familia Sphecidae.

## Taxonomía
Fue descrito por primera vez en 1920 por Arnold. 